# Iana (gmina)
Iana – gmina w Rumunii, w okręgu Vaslui. Obejmuje miejscowości Hălărești, Iana, Recea, Siliștea i Vadurile. W 2011 roku liczyła 3870 mieszkańców.